# فرانك كروذر
فرانك كروذر هو طبيب أسنان وسياسي أمريكي، ولد في 10 يوليو 1870 في ليفربول في المملكة المتحدة، وتوفي في 20 يوليو 1955 في بويبلو في الولايات المتحدة. نشط حزبياً في الحزب الجمهوري. وقد انتخب عضو جمعية نيوجيرسي العامة ‏ وانتخب عضو مجلس النواب الأمريكي ‏.